# Цыплякова, Элла Николаевна
Элла Николаевна Цыплякова (род. 25 января 1974 года, Нижний Тагил) — российский художник-график, рисовальщик, акварелист, пастелист и эстампист (линогравюра, гравюра на фанере).

## Биография

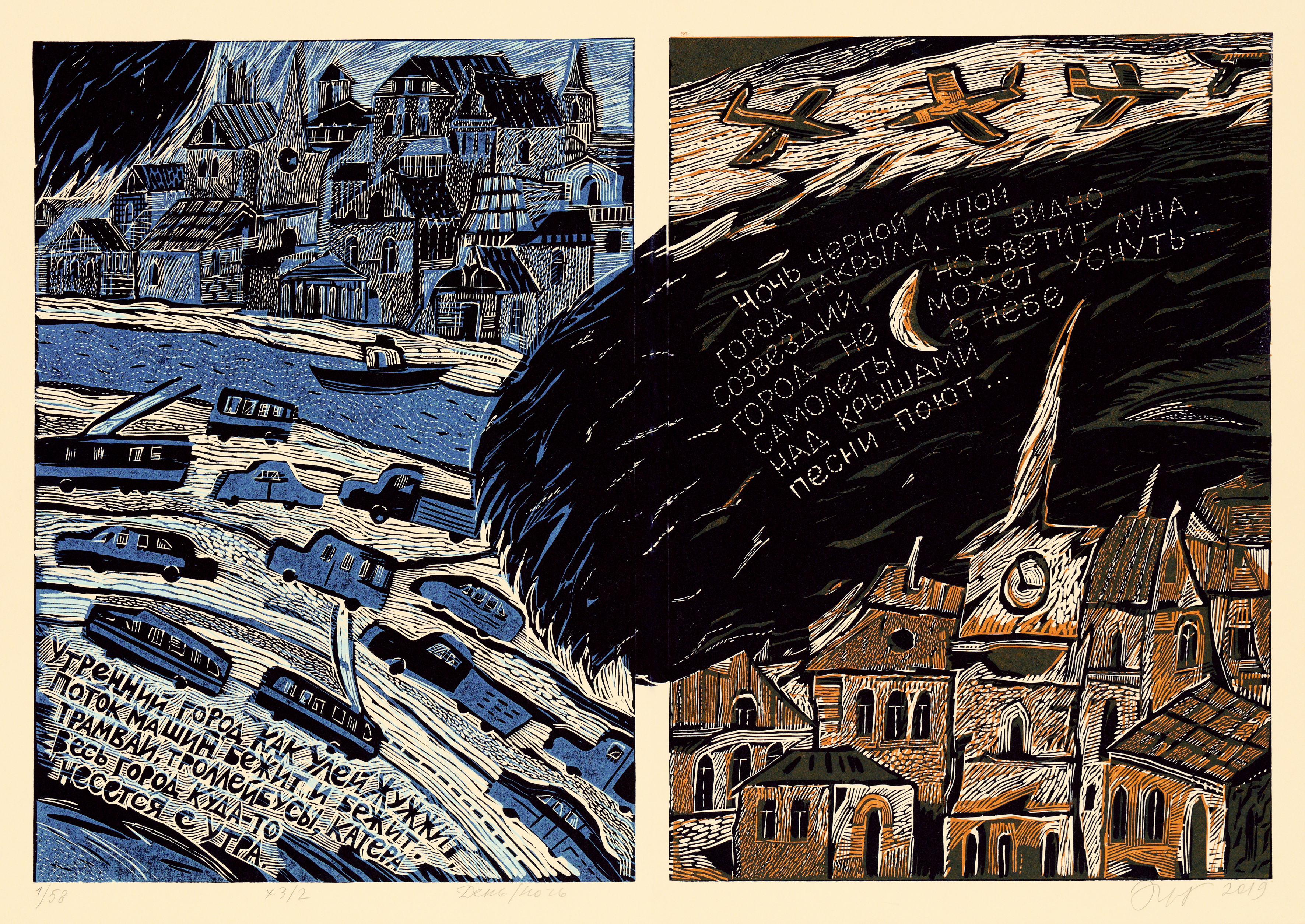
День,Ночь (для проекта Город как субъективность художника). 2019, 42 х 59,4 см, б., цветная линогравюра

Окончила графический факультет Нижнетагильского государственного педагогического института (НТГПИ, 1996); в котором потом преподавала на кафедре рисунка (1997—2005).
Занимается станковой и прикладной графикой, экслибрисом. Основные техники: продольная и торцовая гравюра на дереве, линогравюра. Работает как графический дизайнер, занимается макетированием. Является участником крупного группового проекта (и серии выставок) в формате книги художника — Город как субъективность художника, для которого она сделала цветную линогравюру «День/Ночь» (Санкт-Петербург, 2020).
Ночь чёрной лапой город накрыла. Не видно созвездий, но светит луна. Город не может уснуть – самолёты в небе над крышами песни поют… Утренний город как улей жужжит, поток машин бежит и бежит. Трамваи, троллейбусы, катера. Весь город куда-то несётся с утра. Для меня город живой. В нём много движения, энергии, звуков в любое время суток. Сюжет навеян непрерывно пролетающими самолётами в районе города, близком к аэропорту, и размышлениями о том, что вдали от города можно рассматривать созвездия на ночном небе, но в черте города их не увидеть. Такова особенность неба городского. Композиция затевалась двухчастная, поэтому возникла идея также показать жизнь города днём.
Э. Н. Цыплякова дипломант международных выставок экслибриса и графики: Астана (2001); Катовице (Польша, 2001), Вологда (2004, 2011), Санкт-Петербург (2019). С 2001 года она член Союз художников России; с 2010 года — член Санкт-Петербургского Союза художников по секции графики. Участник российских и зарубежных выставок (с 1995). Преподаватель кафедры графики СПб НОУ ВПО Института декоративно-прикладного искусства (2003—2011); кафедры дизайна и медиатехнологий Санкт-Петербургского государственного технологического университета растительных полимеров (СПб ГТУРП, 2014—2015).
Живёт и работает в Санкт-Петербурге.

## Музейные коллекции
По данным сайта Государственного каталога музейного фонда России (на 29.11.2023) в фондах музеев России представленоа сорок одна работа художницы.
- Государственный Русский музей. Отдел гравюры XVIII—XXI веков.
- Музей современного искусства «Гараж». Коллекция книги художника. (Москва).
- Музея экслибриса (Москва).
- Государственный музей изобразительных искусств Республики Татарстан (ГМИИ РТ, Казань).
- Омский областной музей изобразительных искусств имени М. А. Врубеля.
- Нижнетагильский музей изобразительных искусств.
- Вологодская областная картинная галерея (Вологда).
- Уфимская художественная галерея (Уфа).
- Художественный музей русского искусства имени Фэнюе/ 凤跃俄罗斯油画美术馆 (Харбин, Китай)[10].

## Выставки
Персональные выставки Э. Цыпляковой прошли в ряде городов России и в Польше: Нижний Тагил (2000, 2016, 2020), Польша (2010, 2011), Санкт-Петербург (2007, 2017, 2018), Выборг (2019).